# Óxido de césio
Óxido de césio (nome IUPAC) descreve compostos inorgânicos compostos de césio e oxigênio. Os seguintes óxidos de césio binários (contendo somente Cs e O) são conhecidos: Cs11O3, Cs4O, Cs7O e Cs2O.
Cs2O é higroscópico, formando o hidróxido corrosivo CsOH em contato com água.